# Apollo Belvedere
Apollo Belvedere, Apollo di Belvedere, er betegnelsen på en romersk marmorskulptur fra 130'erne e.Kr. forestillende guden Apollon. Det er en kopi af en tabt græsk original fra cirka 320 f.Kr.